# Championnat d'Europe féminin de basket-ball 2015
Navigation
France 2013 Rép. tchèque 2017
La 35e édition du Championnat d'Europe de basket-ball féminin (officiellement FIBA EuroBasket Women 2015) a eu lieu en 2015 et s'est déroulé en Hongrie et en Roumanie. C'est la cinquième fois que la Hongrie a accueilli cette compétition après 1950, 1964, 1983 et 1997 et la seconde pour la Roumanie après 1966. L'Espagne, vainqueur de l'édition 2013, laisse son titre à la Serbie, qui remporte la compétition pour la première fois.

## Choix du pays hôte
Initialement six fédérations membres ont exprimé leur intention d'organiser le tournoi : la Biélorussie et la Lituanie, qui ont présenté une candidature conjointe, la Hongrie, Israël, la Serbie et l'Espagne. La Lituanie refuse la candidature commune avec la Biélorussie et par la suite deux pays ont soumis une autre candidature commune la Biélorussie et la Hongrie. Le président de FIBA Europe Olafur Rafnsson a déclaré « C’est un très bon choix. La Hongrie est un pays avec une tradition basket et plus spécialement du côté féminin ».
La décision finale a été prise par le conseil de la FIBA Europe le 18 décembre 2011 lors de leur réunion à Munich, accordant les droits d'organisation à la Hongrie par un vote majoritaire.
Le 19 mai 2012 la fédération roumaine de basket-ball annonce que la FIBA Europe leur a accordé les droits de coorganisation  de l'EuroBasket 2015 avec la Hongrie. Initialement la Hongrie étant le seul pays hôte. La Roumanie a organisé deux groupes à Cluj-Napoca et Oradea. La FIBA Europe confirme cette coorganisation le 17 novembre 2012.

## Villes hôtes
Les villes de Győr, de Sopron, de Cluj-Napoca et d'Oradea ont accueilli la première phase. Pour le second tour, Szombathely et Veszprém ont été désignées. Budapest a accueilli quant à elle la phase finale de l'édition au stade Papp László Budapest Sportaréna.
| Aperçu | Tour                | Ville                  | Salle                          | Capacité |
| ------ | ------------------- | ---------------------- | ------------------------------ | -------- |
|        | 1er tour - Groupe A | Timișoara ( Roumanie)  | Sala Polivalentă "Politehnica" | 3 500    |
|        | 1er tour - Groupe B | Oradea ( Roumanie)     | Pabellón Antonio Alexe         | 2 010    |
|        | 1er tour - Groupe C | Szombathely ( Hongrie) | Aréna Savaria                  | 3 500    |
|        | 1er tour - Groupe D | Sopron ( Hongrie)      | MKB Aréna                      | 2 200    |
|        | 2e tour - Groupe E  | Debrecen ( Hongrie)    | Főnix Hall                     | 6 500    |
|        | 2e tour - Groupe F  | Győr ( Hongrie)        | Audi Arena                     | 5 550    |
|        | Phase finale        | Budapest ( Hongrie)    | Arena de Deportes Papp László  | 5 500    |

## Pays qualifiés
Pour ce championnat le nombre d'équipes qualifiées est porté de 16 à 20.
| Compétitions                                                                                             | Dates              | Nombre de place(s) | Pays qualifiés                                                                                     |
| --- | ------------------ | ------------------ | -------------------------------------------------------------------------------------------------- |
| Pays hôtes                                                                                               | 18 décembre 2011   | 1                  | Hongrie                                                                                            |
| Pays hôtes                                                                                               | 19 mai 2012        | 1                  | Roumanie                                                                                           |
| Pays hôte du Championnat du monde 2014                                                                   | 13 mars 2011       | 1                  | Turquie                                                                                            |
| Vainqueur de la Phase 1 des Qualifications au Championnat d'Europe de basket-ball féminin 2015           | 25 juin 2013       | 1                  | Grèce                                                                                              |
| Pays qualifiés lors du Championnat d'Europe de basket-ball féminin 2013                                  | 15 au 30 juin 2013 | 5                  | Serbie Espagne République tchèque France Biélorussie                                               |
| Pays qualifiés lors de la Phase 2 des Qualifications au Championnat d'Europe de basket-ball féminin 2015 | 7 au 25 juin 2014  | 11                 | Ukraine Suède Italie Pologne Grande-Bretagne Croatie Russie Lettonie Monténégro Slovaquie Lituanie |

### Tirage au sort
Le tirage au sort est organisé à Budapest (Hongrie, pays hôte de la phase finale) le 29 novembre 2014 en présence du président de la FIBA Europe Turgay Demirel,:
| Groupe A Timisoara Arena (3000) Timișoara | Groupe B Antonio Alexe Arena (2500) Oradea | Groupe C Arena Savaria (4000) Szombathely | Groupe D Sopron Arena (2500) Sopron |
| ----------------------------------------- | ------------------------------------------ | ----------------------------------------- | ----------------------------------- |
| France                                    | Turquie                                    | Serbie                                    | Espagne                             |
| Ukraine                                   | Pologne                                    | Croatie                                   | Slovaquie                           |
| République tchèque                        | Italie                                     | Lettonie                                  | Lituanie                            |
| Monténégro                                | Grèce                                      | Russie                                    | Suède                               |
| Roumanie                                  | Biélorussie                                | Grande-Bretagne                           | Hongrie                             |

## Contexte
Une dizaine de joueuses naturalisées, souvent américaines, sont attendues pour l' Euro 2015, contre cinq en 2013 et six en 2011. L'excellent niveau de la plupart d'entre elles pourrait rebattre les cartes. L'Espagne pourrait devoir en revanche ne pas compter sur Sancho Lyttle, originaire de Saint-Vincent-et-les-Grenadines. Parmi les plus notables :
- Allie Quigley, naturalisée hongroise, championne de la Conférence Est de la WNBA en 2014 et double championne de Pologne
- Angelica Robinson, naturalisée monténégrine, double MVP du championnat d'Espagne en 2014 et 2015
- Danielle Page, naturalisée serbe, MVP étrangère du championnat de France en 2014
- Epiphanny Prince, naturalisée russe, finaliste de l'Eurocoupe 2015
- Kristi Toliver, naturalisée slovaque, vainqueur de l'Eurocoupe 2013 et 2014
- Lindsey Harding, naturalisée biélorusse, championne de Lituanie 2009
- Julie McBride, naturalisée polonaise
- Lara Sanders (ou LaToya Sanders, née LaToya Pringle), naturalisée turque, joueuse d'Euroligue
- Ashley Key, naturalisée suédoise en 2013[13]

Temi Fagbenle possède les nationalités anglaise et nigériane. Née aux États-Unis, sa famille déménage en Grande-Bretagne à l'âge de deux ans puis retourne dans son pays natal pour y jouer en universitaire. Elle n'est donc pas naturalisée sur le tard. Née au Bénin, Isabelle Yacoubou est naturalisée française à l'adolescence.
La naturalisation croate de Shavonte Zellous, championne WNBA 2012, vainqueur de l'Euroligue 2014, avorte pour des raisons administratives peu avant le début de la compétition.
Le président de la FFBB Jean-Pierre Siutat réagit à cette frénésie de naturalisations express : « J’ai peur qu’un jour, l’équipe nationale devienne comme une équipe de clubs où on fait tout et n’importe quoi. On a une joueuse naturalisée [Isabelle Yacoubou] mais ça s’inscrit dans un projet de toujours. Elle connaît très bien la langue française, elle a été formée ici. Cette année, on a vu défiler beaucoup de joueuses étrangères, surtout américaines, dans les équipes. J’espère que ça ne va pas aller trop loin et qu’on ne se retrouvera pas comme avec le Qatar au championnat du Monde de handball à construire des équipes avec de l’argent […] Les Espagnols poussent fort pour que l’on ait deux naturalisés avec Ibaka et Mirotić. Mais on tient bon. Il y a beaucoup de pays d’Europe qui sont à l’affût. Dans des pays, c’est très facile de naturaliser des joueurs et joueuses américains. Les modifications se feront au moment des JO. On verra bien ce qu’il se passe en 2016. Le but de l’équipe nationale, c’est de former des joueurs, pas de permettre de fonder sur des joueurs formés aux USA. »

## Premier tour

### Groupe A
| Groupe A - Timișoara | Groupe A - Timișoara | Groupe A - Timișoara | Groupe A - Timișoara | Groupe A - Timișoara | Groupe A - Timișoara | Groupe A - Timișoara | Groupe A - Timișoara | Groupe A - Timișoara |
|                      | Équipe               | Pts                  | G                    | P                    | PP                   | PC                   | Diff                 | Dép                  |
| -------------------- | -------------------- | -------------------- | -------------------- | -------------------- | -------------------- | -------------------- | -------------------- | -------------------- |
| 1                    | France               | 8                    | 4                    | 0                    | 319                  | 264                  | +55                  |                      |
| 2                    | Monténégro           | 7                    | 3                    | 1                    | 301                  | 263                  | +38                  |                      |
| 3                    | République tchèque   | 6                    | 2                    | 2                    | 289                  | 306                  | -17                  |                      |
| 4                    | Ukraine              | 5                    | 1                    | 3                    | 283                  | 314                  | -31                  |                      |
| 5                    | Roumanie             | 4                    | 0                    | 4                    | 270                  | 315                  | -45                  |                      |

| 11 juin 2015 | Monténégro         | 71 - 52 | République tchèque | Stats |
| 11 juin 2015 | Ukraine            | 55 - 79 | France             | Stats |
| 12 juin 2015 | République tchèque | 80 - 79 | Ukraine            | Stats |
| 12 juin 2015 | Roumanie           | 61 - 79 | Monténégro         | Stats |
| 13 juin 2015 | France             | 85 - 75 | République tchèque | Stats |
| 13 juin 2015 | Ukraine            | 78 - 71 | Roumanie           | Stats |
| 14 juin 2015 | Monténégro         | 84 - 71 | Ukraine            | Stats |
| 14 juin 2015 | Roumanie           | 67 - 76 | France             | Stats |
| 15 juin 2015 | France             | 79 - 67 | Monténégro         | Stats |
| 15 juin 2015 | République tchèque | 82 - 71 | Roumanie           | Stats |

### Groupe B
| Groupe B - Oradea | Groupe B - Oradea | Groupe B - Oradea | Groupe B - Oradea | Groupe B - Oradea | Groupe B - Oradea | Groupe B - Oradea | Groupe B - Oradea | Groupe B - Oradea |
|                   | Équipe            | Pts               | G                 | P                 | PP                | PC                | Diff              | Dép               |
| ----------------- | ----------------- | ----------------- | ----------------- | ----------------- | ----------------- | ----------------- | ----------------- | ----------------- |
| 1                 | Biélorussie       | 8                 | 4                 | 0                 | 299               | 234               | +65               |                   |
| 3                 | Turquie           | 7                 | 3                 | 1                 | 220               | 215               | +5                |                   |
| 2                 | Grèce             | 6                 | 2                 | 2                 | 217               | 239               | -22               |                   |
| 4                 | Italie            | 5                 | 1                 | 3                 | 232               | 241               | -9                |                   |
| 5                 | Pologne           | 4                 | 0                 | 4                 | 208               | 247               | -39               |                   |

| 11 juin 2015 | Pologne     | 54 - 57   | Turquie     | Stats |
| 11 juin 2015 | Italie      | 76 - 85ap | Biélorussie | Stats |
| 12 juin 2015 | Grèce       | 51 - 46   | Italie      | Stats |
| 12 juin 2015 | Biélorussie | 65 - 49   | Pologne     | Stats |
| 13 juin 2015 | Pologne     | 50 - 59   | Grèce       | Stats |
| 13 juin 2015 | Turquie     | 52 - 67   | Biélorussie | Stats |
| 14 juin 2015 | Italie      | 66 - 55   | Pologne     | Stats |
| 14 juin 2015 | Grèce       | 50 - 61   | Turquie     | Stats |
| 15 juin 2015 | Biélorussie | 82 - 57   | Grèce       | Stats |
| 15 juin 2015 | Turquie     | 50 - 44   | Italie      | Stats |

### Groupe C
| Groupe C - Szombathely | Groupe C - Szombathely | Groupe C - Szombathely | Groupe C - Szombathely | Groupe C - Szombathely | Groupe C - Szombathely | Groupe C - Szombathely | Groupe C - Szombathely | Groupe C - Szombathely |
|                        | Équipe                 | Pts                    | G                      | P                      | PP                     | PC                     | Diff                   | Dép                    |
| ---------------------- | ---------------------- | ---------------------- | ---------------------- | ---------------------- | ---------------------- | ---------------------- | ---------------------- | ---------------------- |
| 1                      | Russie                 | 7                      | 3                      | 1                      | 293                    | 223                    | +70                    | +24                    |
| 2                      | Serbie                 | 7                      | 3                      | 1                      | 294                    | 263                    | +31                    | -24                    |
| 3                      | Croatie                | 6                      | 2                      | 2                      | 277                    | 305                    | -28                    | +4                     |
| 4                      | Lettonie               | 6                      | 2                      | 2                      | 258                    | 263                    | -5                     | -4                     |
| 5                      | Grande-Bretagne        | 4                      | 0                      | 4                      | 222                    | 290                    | -68                    |                        |

| 11 juin 2015 | Lettonie        | 60 - 76 | Serbie          | Stats |
| 11 juin 2015 | Russie          | 83 - 62 | Croatie         | Stats |
| 12 juin 2015 | Croatie         | 67 - 63 | Lettonie        | Stats |
| 12 juin 2015 | Grande-Bretagne | 40 - 71 | Russie          | Stats |
| 13 juin 2015 | Lettonie        | 67 - 58 | Grande-Bretagne | Stats |
| 13 juin 2015 | Serbie          | 89 - 72 | Croatie         | Stats |
| 14 juin 2015 | Grande-Bretagne | 54 - 76 | Serbie          | Stats |
| 14 juin 2015 | Russie          | 62 - 68 | Lettonie        | Stats |
| 15 juin 2015 | Croatie         | 76 - 70 | Grande-Bretagne | Stats |
| 15 juin 2015 | Serbie          | 53 - 77 | Russie          | Stats |

### Groupe D
| Groupe D - Sopron | Groupe D - Sopron | Groupe D - Sopron | Groupe D - Sopron | Groupe D - Sopron | Groupe D - Sopron | Groupe D - Sopron | Groupe D - Sopron | Groupe D - Sopron |
|                   | Équipe            | Pts               | G                 | P                 | PP                | PC                | Diff              | Dép               |
| ----------------- | ----------------- | ----------------- | ----------------- | ----------------- | ----------------- | ----------------- | ----------------- | ----------------- |
| 1                 | Espagne           | 8                 | 4                 | 0                 | 287               | 245               | +42               |                   |
| 2                 | Slovaquie         | 6                 | 2                 | 2                 | 312               | 316               | -4                | +6                |
| 3                 | Lituanie          | 6                 | 2                 | 2                 | 279               | 291               | -12               | -6                |
| 4                 | Suède             | 5                 | 1                 | 3                 | 269               | 269               | +0                | +9                |
| 5                 | Hongrie           | 5                 | 1                 | 3                 | 261               | 287               | -26               | -9                |

| 11 juin 2015 | Suède     | 69 - 72 | Slovaquie | Stats |
| 11 juin 2015 | Lituanie  | 58 - 72 | Espagne   | Stats |
| 12 juin 2015 | Slovaquie | 85 - 79 | Lituanie  | Stats |
| 12 juin 2015 | Hongrie   | 63 - 72 | Suède     | Stats |
| 13 juin 2015 | Espagne   | 82 - 81 | Slovaquie | Stats |
| 13 juin 2015 | Lituanie  | 72 - 66 | Hongrie   | Stats |
| 14 juin 2015 | Suède     | 68 - 70 | Lituanie  | Stats |
| 14 juin 2015 | Hongrie   | 46 - 69 | Espagne   | Stats |
| 15 juin 2015 | Espagne   | 64 - 60 | Suède     | Stats |
| 15 juin 2015 | Slovaquie | 74 - 86 | Hongrie   | Stats |

## Deuxième tour

### Groupe E
| Groupe E - Debrecen | Groupe E - Debrecen | Groupe E - Debrecen | Groupe E - Debrecen | Groupe E - Debrecen | Groupe E - Debrecen | Groupe E - Debrecen | Groupe E - Debrecen | Groupe E - Debrecen |
|                     | Équipe              | Pts                 | G                   | P                   | PP                  | PC                  | Diff                | Dép                 |
| ------------------- | ------------------- | ------------------- | ------------------- | ------------------- | ------------------- | ------------------- | ------------------- | ------------------- |
| 1                   | Turquie             | 9                   | 4                   | 1                   | 299                 | 262                 | +37                 | +10                 |
| 2                   | France              | 9                   | 4                   | 1                   | 335                 | 308                 | +27                 | -10                 |
| 3                   | Biélorussie         | 7                   | 2                   | 3                   | 349                 | 323                 | +26                 | +20                 |
| 4                   | Monténégro          | 7                   | 2                   | 3                   | 319                 | 340                 | -21                 | -8                  |
| 5                   | Grèce               | 7                   | 2                   | 3                   | 299                 | 328                 | -29                 | -12                 |
| 6                   | République tchèque  | 6                   | 1                   | 4                   | 319                 | 359                 | -40                 |                     |

| 17 juin 2015 | Turquie            | 61 - 41 | Monténégro         | Stats |
| 17 juin 2015 | République tchèque | 73 - 70 | Biélorussie        | Stats |
| 17 juin 2015 | Grèce              | 42 - 51 | France             | Stats |
| 19 juin 2015 | Monténégro         | 77 - 72 | Biélorussie        | Stats |
| 19 juin 2015 | Grèce              | 74 - 71 | République tchèque | Stats |
| 19 juin 2015 | France             | 56 - 66 | Turquie            | Stats |
| 21 juin 2015 | Turquie            | 59 - 48 | République tchèque | Stats |
| 21 juin 2015 | Monténégro         | 63 - 76 | Grèce              | Stats |
| 21 juin 2015 | Biélorussie        | 58 - 64 | France             | Stats |

### Groupe F
| Groupe F - Győr | Groupe F - Győr | Groupe F - Győr | Groupe F - Győr | Groupe F - Győr | Groupe F - Győr | Groupe F - Győr | Groupe F - Győr | Groupe F - Győr |
|                 | Équipe          | Pts             | G               | P               | PP              | PC              | Diff            | Dép             |
| --------------- | --------------- | --------------- | --------------- | --------------- | --------------- | --------------- | --------------- | --------------- |
| 1               | Espagne         | 10              | 5               | 0               | 406             | 328             | +78             |                 |
| 2               | Lituanie        | 8               | 3               | 2               | 371             | 367             | +4              | +4              |
| 3               | Russie          | 8               | 3               | 2               | 366             | 320             | +46             | -4              |
| 4               | Serbie          | 7               | 2               | 3               | 370             | 387             | -17             | +2              |
| 5               | Slovaquie       | 7               | 2               | 3               | 385             | 374             | +11             | -2              |
| 6               | Croatie         | 5               | 0               | 5               | 312             | 434             | -122            |                 |

| 18 juin 2015 | Slovaquie | 74 - 76 | Serbie    | Stats |
| 18 juin 2015 | Lituanie  | 78 - 74 | Russie    | Stats |
| 18 juin 2015 | Croatie   | 52 - 95 | Espagne   | Stats |
| 20 juin 2015 | Lituanie  | 83 - 64 | Croatie   | Stats |
| 20 juin 2015 | Russie    | 75 - 61 | Slovaquie | Stats |
| 20 juin 2015 | Serbie    | 80 - 91 | Espagne   | Stats |
| 22 juin 2015 | Slovaquie | 84 - 62 | Croatie   | Stats |
| 22 juin 2015 | Espagne   | 66 - 57 | Russie    | Stats |
| 22 juin 2015 | Serbie    | 72 - 73 | Lituanie  | Stats |

## Tour final

### Tableau principal
|  | Quarts de finale        | Quarts de finale        |                         |                         | Demi-finales            | Demi-finales            |    |  | Finale                  | Finale                  |
|  | Quarts de finale        | Quarts de finale        |                         |                         | Demi-finales            | Demi-finales            |    |  | Finale                  | Finale                  |
|  |                         |                         |                         |                         |                         |                         |    |  |                         |                         |
|  | 24 juin 2015 à Budapest | 24 juin 2015 à Budapest |                         |                         | 26 juin 2015 à Budapest | 26 juin 2015 à Budapest |    |  | 28 juin 2015 à Budapest | 28 juin 2015 à Budapest |
|  | 24 juin 2015 à Budapest | 24 juin 2015 à Budapest |                         |                         | 26 juin 2015 à Budapest | 26 juin 2015 à Budapest |    |  | 28 juin 2015 à Budapest | 28 juin 2015 à Budapest |
|  | [E1] Turquie            | 63                      |                         |                         | 26 juin 2015 à Budapest | 26 juin 2015 à Budapest |    |  | 28 juin 2015 à Budapest | 28 juin 2015 à Budapest |
|  | [E1] Turquie            | 63                      |                         |                         | 26 juin 2015 à Budapest | 26 juin 2015 à Budapest |    |  | 28 juin 2015 à Budapest | 28 juin 2015 à Budapest |
|  | [F4] Serbie             | 75                      |                         |                         | 26 juin 2015 à Budapest | 26 juin 2015 à Budapest |    |  | 28 juin 2015 à Budapest | 28 juin 2015 à Budapest |
|  | [F4] Serbie             | 75                      | [F4] Serbie             | 74                      |                         |                         |    |  | 28 juin 2015 à Budapest | 28 juin 2015 à Budapest |
|  | 24 juin 2015 à Budapest |                         | [F4] Serbie             | 74                      |                         |                         |    |  | 28 juin 2015 à Budapest | 28 juin 2015 à Budapest |
|  |                         | [E3] Biélorussie        | 72                      |                         |                         |                         |    |  | 28 juin 2015 à Budapest | 28 juin 2015 à Budapest |
|  | [F2] Lituanie           | [E3] Biélorussie        | 72                      | 66                      |                         |                         |    |  | 28 juin 2015 à Budapest | 28 juin 2015 à Budapest |
|  | [F2] Lituanie           |                         |                         | 66                      |                         |                         |    |  | 28 juin 2015 à Budapest | 28 juin 2015 à Budapest |
|  | [E3] Biélorussie        | 68                      |                         |                         |                         |                         |    |  | 28 juin 2015 à Budapest | 28 juin 2015 à Budapest |
|  | [E3] Biélorussie        | 68                      | [F4] Serbie             | 76                      |                         |                         |    |  |                         |                         |
|  | 25 juin 2015 à Budapest |                         | [F4] Serbie             | 76                      |                         |                         |    |  |                         |                         |
|  |                         | [E2] France             | 68                      |                         |                         |                         |    |  |                         |                         |
|  | [F1] Espagne            | [E2] France             | 68                      | 75                      |                         |                         |    |  |                         |                         |
|  | [F1] Espagne            | 26 juin 2015 à Budapest |                         | 75                      |                         |                         |    |  |                         |                         |
|  | [E4] Monténégro         | 74                      |                         |                         |                         |                         |    |  |                         |                         |
|  | [E4] Monténégro         | 74                      | [F1] Espagne            | 58                      |                         |                         |    |  |                         |                         |
|  | 25 juin 2015 à Budapest | 25 juin 2015 à Budapest | [F1] Espagne            | 58                      | Match pour la 3e place  | Match pour la 3e place  |    |  |                         |                         |
|  | 25 juin 2015 à Budapest | 25 juin 2015 à Budapest |                         | [E2] France             | Match pour la 3e place  | Match pour la 3e place  | 63 |  |                         |                         |
|  | [E2] France             | 77                      | 28 juin 2015 à Budapest | 28 juin 2015 à Budapest |                         |                         | 63 |  |                         |                         |
|  | [E2] France             | 77                      | 28 juin 2015 à Budapest | 28 juin 2015 à Budapest |                         |                         |    |  |                         |                         |
|  | [F3] Russie             | 74                      |                         | [E3] Biélorussie        | 58                      |                         |    |  |                         |                         |
|  | [F3] Russie             | 74                      |                         | [E3] Biélorussie        | 58                      |                         |    |  |                         |                         |
|  |                         |                         |                         |                         |                         |                         |    |  | [F1] Espagne            | 74                      |
|  |                         |                         |                         |                         |                         |                         |    |  | [F1] Espagne            | 74                      |

|  | Tour de classement      | Tour de classement      |              |    | 5e place                | 5e place                |
|  | Tour de classement      | Tour de classement      |              |    | 5e place                | 5e place                |
|  |                         |                         |              |    |                         |                         |
|  | 25 juin 2015 à Budapest | 25 juin 2015 à Budapest |              |    | 27 juin 2015 à Budapest | 27 juin 2015 à Budapest |
|  | 25 juin 2015 à Budapest | 25 juin 2015 à Budapest |              |    | 27 juin 2015 à Budapest | 27 juin 2015 à Budapest |
|  | [E1] Turquie            | 66                      |              |    | 27 juin 2015 à Budapest | 27 juin 2015 à Budapest |
|  | [E1] Turquie            | 66                      |              |    | 27 juin 2015 à Budapest | 27 juin 2015 à Budapest |
|  | [F2] Lituanie           | 57                      |              |    | 27 juin 2015 à Budapest | 27 juin 2015 à Budapest |
|  | [F2] Lituanie           | 57                      | [E1] Turquie | 68 |                         |                         |
|  | 26 juin 2015 à Budapest |                         | [E1] Turquie | 68 |                         |                         |
|  |                         | [F3] Russie             | 66ap         |    |                         |                         |
|  | [E4] Monténégro         | [F3] Russie             | 66ap         | 65 |                         |                         |
|  | [E4] Monténégro         |                         |              | 65 |                         |                         |
|  | [F3] Russie             | 73                      |              |    |                         |                         |
|  | [F3] Russie             | 73                      | 7e place     |    |                         |                         |
|  |                         |                         |              |    |                         |                         |
|  | 27 juin 2015 à Budapest |                         |              |    |                         |                         |
|  |                         |                         |              |    |                         |                         |
|  | [F2] Lituanie           | 77                      |              |    |                         |                         |
|  | [F2] Lituanie           | 77                      |              |    |                         |                         |
|  | [E4] Monténégro         | 89                      |              |    |                         |                         |
|  | [E4] Monténégro         | 89                      |              |    |                         |                         |

### Troisième place
| 28 juin 2015 16h30 | (en) Boxscore | Biélorussie                                        | 58-74                    | Espagne                                |  | SYMA Sport and Events Arena, Budapest Affluence : 3 000 Arbitres : Jasmina Juras Joseph Bissang Fabiana Martinescu |
| 28 juin 2015 16h30 | (en) Boxscore | Score par quart-temps : 18-12, 12-22, 14-21, 14-19 |                          |                                        |  | SYMA Sport and Events Arena, Budapest Affluence : 3 000 Arbitres : Jasmina Juras Joseph Bissang Fabiana Martinescu |
| 28 juin 2015 16h30 | (en) Boxscore | Score par mi-temps : 30-34, 28-40                  |                          |                                        |  | SYMA Sport and Events Arena, Budapest Affluence : 3 000 Arbitres : Jasmina Juras Joseph Bissang Fabiana Martinescu |
| 28 juin 2015 16h30 | (en) Boxscore | Ziuzkova, Lewtchanka 13 Lewtchanka 15 Harding 6    | Points Rebonds Passes d. | Torrens 25 Nicholls, Ndour 7 Torrens 5 |  | SYMA Sport and Events Arena, Budapest Affluence : 3 000 Arbitres : Jasmina Juras Joseph Bissang Fabiana Martinescu |

### Finale
| 28 juin 2015 19h00 | (en) Boxscore | Serbie                                             | 76-68                    | France                       |  | SYMA Sport and Events Arena, Budapest Affluence : 5 200 Arbitres : Karen Lasuik Anne Panther Maj Kazuko Forsberg |
| 28 juin 2015 19h00 | (en) Boxscore | Score par quart-temps : 15-22, 18-10, 20-17, 23-19 |                          |                              |  | SYMA Sport and Events Arena, Budapest Affluence : 5 200 Arbitres : Karen Lasuik Anne Panther Maj Kazuko Forsberg |
| 28 juin 2015 19h00 | (en) Boxscore | Score par mi-temps : 33-32, 43-36                  |                          |                              |  | SYMA Sport and Events Arena, Budapest Affluence : 5 200 Arbitres : Karen Lasuik Anne Panther Maj Kazuko Forsberg |
| 28 juin 2015 19h00 | (en) Boxscore | A. Dabović 25 Page 8 A. Dabović 3                  | Points Rebonds Passes d. | Gruda 16 Yacoubou 6 Dumerc 5 |  | SYMA Sport and Events Arena, Budapest Affluence : 5 200 Arbitres : Karen Lasuik Anne Panther Maj Kazuko Forsberg |

## Classement final
| Rang                       | Équipe             | V-D |
| -------------------------- | ------------------ | --- |
| Médaille d'or, Europe      | Serbie             | 7-3 |
| Médaille d'argent, Europe  | France             | 8-2 |
| Médaille de bronze, Europe | Espagne            | 9-1 |
| 4                          | Biélorussie        | 5-5 |
| 5                          | Turquie            | 8-2 |
| 6                          | Russie             | 5-5 |
| 7                          | Monténégro         | 5-5 |
| 8                          | Lituanie           | 5-5 |
| 9                          | Slovaquie          | 3-4 |
| 10                         | Grèce              | 4-3 |
| 11                         | République tchèque | 3-4 |
| 12                         | Croatie            | 2-5 |
| 13                         | Lettonie           | 2-2 |
| 14                         | Suède              | 1-3 |
| 15                         | Italie             | 1-3 |
| 16                         | Ukraine            | 1-3 |
| 17                         | Hongrie            | 1-3 |
| 18                         | Pologne            | 0-4 |
| 19                         | Roumanie           | 0-4 |
| 20                         | Grande-Bretagne    | 0-4 |

- Équipes qualifiées pour les Jeux olympiques d'été de 2016
- Équipes qualifiées pour le tournoi pré-olympique des Jeux olympiques d'été de 2016

## Statistiques

### Meilleur cinq du tournoi
- Arrière :  Ana Dabović (MVP)
- Arrière :  Céline Dumerc
- Ailière :  Alba Torrens
- Ailière :  Sonja Petrović
- Pivot :  Sandrine Gruda

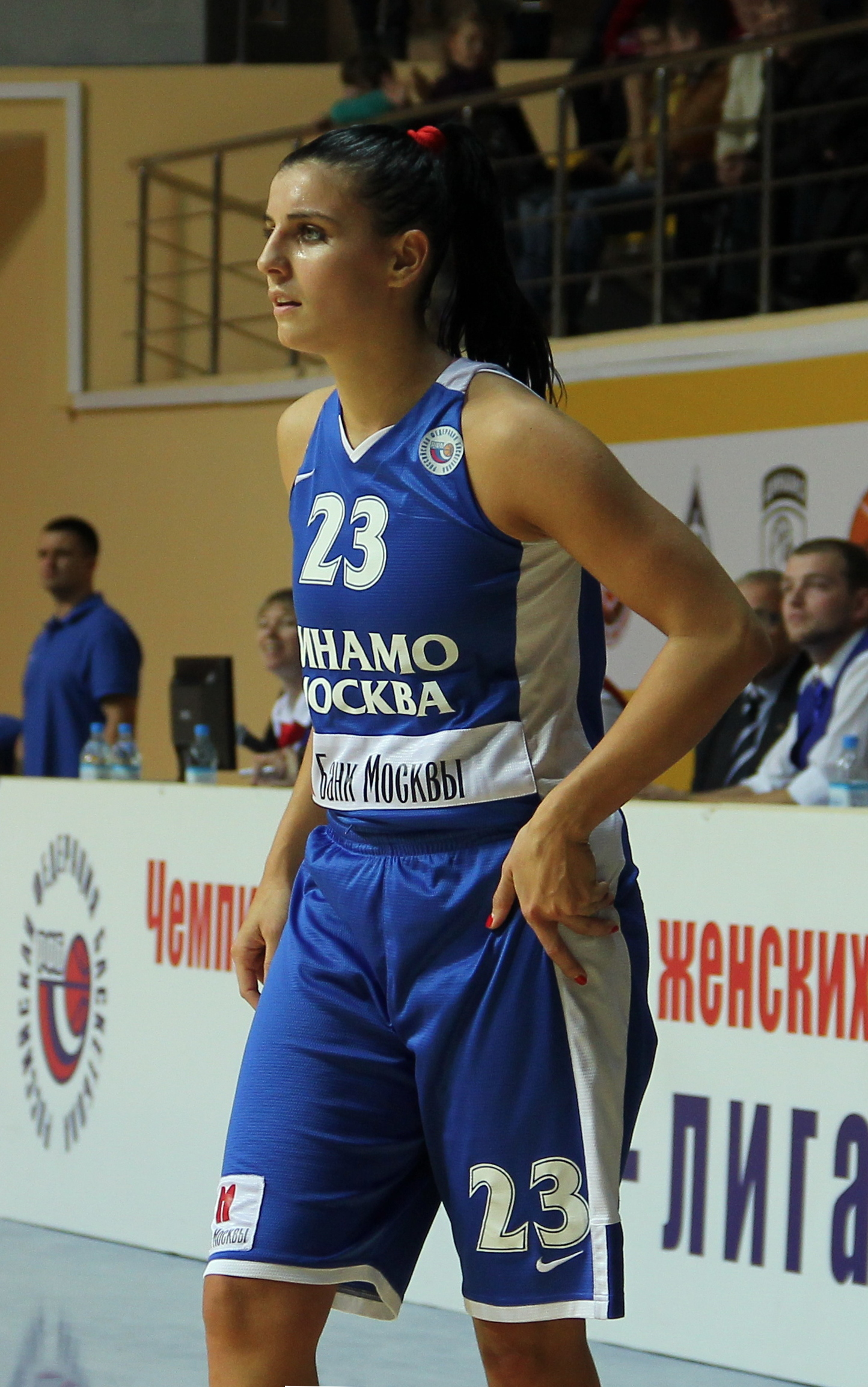
Ana Dabović, ici en 2013 sous le maillot du Dynamo Moscou.

Ana Dabović est élue meilleure joueuse du tournoi devant la Française Sandrine Gruda. Après avoir tourné à 14,7 points par rencontre dans les deux premières phases, la Serbe inscrit 31 points en quarts de finale puis 25 en finale.

### Meilleures joueuses par catégorie statistique
Les leaders de chaque classement sont :
| Nom               | PPM  |
| ----------------- | ---- |
| Alba Torrens      | 19,7 |
| Sandrine Gruda    | 17,8 |
| Kristi Toliver    | 17,4 |
| Lara Sanders      | 16,7 |
| Angelica Robinson | 15,9 |

| Nom               | RPM  |
| ----------------- | ---- |
| Alena Lewtchanka  | 11,5 |
| Angelica Robinson | 8,9  |
| Lara Sanders      | 8,4  |
| Sandrine Gruda    | 8,2  |
| Astou Ndour       | 7,9  |

| Nom                | APM |
| ------------------ | --- |
| Jelena Škerović    | 7,1 |
| Céline Dumerc      | 5,9 |
| Işıl Alben         | 5,5 |
| Lindsey Harding    | 5,3 |
| Veronika Bortelova | 5,3 |

| Nom                   | CPM |
| --------------------- | --- |
| Lara Sanders          | 2,0 |
| Anna Jurčenková       | 1,9 |
| Natalia Vieru         | 1,8 |
| Anastasia Verameyenka | 1,3 |
| Angelica Robinson     | 1,0 |

| Nom                 | IPM |
| ------------------- | --- |
| Işıl Alben          | 2,5 |
| Sandra Linkevičienė | 2,1 |
| Epiphanny Prince    | 1,9 |
| Katsiaryna Snytsina | 1,7 |
| Milica Dabović      | 1,6 |

Les statistiques sont exprimées en unités par match joué.

## Médias
La compétition est télédiffusée dans un nombre record de 148 pays, dont 38 pays européens, alors qu'elle avait été retransmise dans 43 pays en 2005 et dans 63 pour l’édition 2009. En France, la demi-finale France-Espagne sont diffusées à la télévision nationale sur France 4 pour la première et la seconde sur France 2 entre 19h et 19h55 (2,57 millions de téléspectateurs en moyenne, soit 17 % du public) puis 2,68 millions sur France 3 (13,8 %) entre 19 h 55 et 20 h 45, audiences auxquelles il faudrait ajouter celle de Canal+ qui diffusait aussi la rencontre.
Le président de la FFBB Jean-Pierre Siutat déplore la faible affluence dans les salles, hormis pour la finale : « Globalement, on a eu peu de monde de présent sur cet Euro. En 2013, on avait fait un effort pour remplir les salles. Je pense que c’est un manque de respect vis-à-vis des athlètes surtout. Les athlètes font le travail pour être à ce niveau et jouer dans des salles vides, ça n’est pas terrible. J’ai profité pour élever un peu la voix à la réunion du bureau de la FIBA Europe en disant qu’il fallait s’investir sur le basket féminin . »